# تومی دیویدسون
تومی دیویدسون (به انگلیسی: Tommy Davidson) (زاده ۱۰ نوامبر ۱۹۶۳) بازیگر آمریکایی است. از فیلم‌های معروف که او در آن بازی کرده می‌توان به فیلم جوانا من، تجارت بی‌چون‌وچرا و ایس ونچورا اشاره کرد.